# Wilma Rudolph
Wilma Glodean Rudolph (Tennessee, Saint Bethlehem, 1940. június 23. – Tennessee, Brentwood,1994. november 12.);  amerikai atléta, az olimpiák történetének egyik legemlékezetesebb alakja; a „fekete gazella”.
„Otthon 19-en voltunk gyerekek, s bizony rohanni kellett, hogy amikor asztalhoz érünk, találjunk legalább egy falatot!”

## Élete
Az első futónő volt, aki egyetlen olimpián három aranyérmet nyert (1960, Róma). Koraszülöttként, két kilogramm testsúllyal született. Négyéves korában skarláttal és tüdőgyulladással került kórházba. Gyermekbénulás következtében az egyik lába megbénult. Édesanyja kitartásának köszönhetően (hetente kétszer hordta egy, a feketék számára kijelölt, 50 mérföldre fekvő kórházba kezelésre) sikerült évek múlva lábra állnia. Tízéves korában tanult meg újra járni. A száz és kétszáz méteres síkfutás mellett a váltóban is aranyérmet szerzett.
Az iskolai években megtanult kosárlabdázni, és 18 éves korára állandó tagja volt az iskolai kosár- és atlétacsapatnak. Itt figyelt fel rá egy szakember, akinek javaslatára ösztöndíjat kapott a Tennessee Egyetemen.
1956-ban tagja volt a melbourne-i olimpia 4×400-as amerikai váltónak (bronzérem). Négy évvel később Rómában nemzeti hős lett.
Visszavonulása után hazatért szülőhelyére, edző lett Clarksville-ben, a helyi iskolában. 1994. november 12-én halt meg agytumorban.

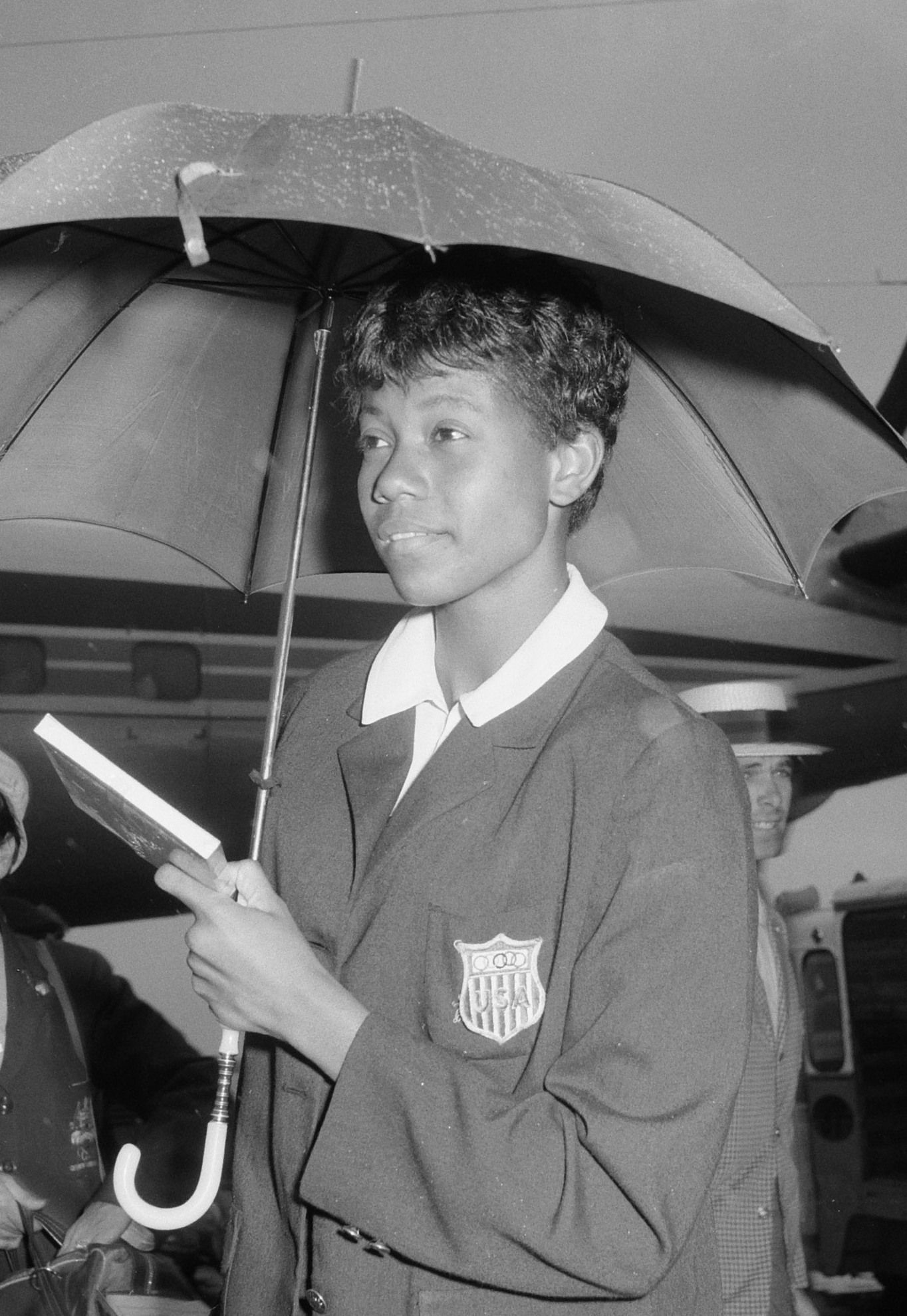
A „fekete gazella” 1960-ban